# Mistrzostwa Świata w Biathlonie 2025 – sztafeta kobiet
Sztafeta kobiet na Mistrzostwach Świata w Biathlonie 2025 odbyła się 22 lutego w Lenzerheide. Była to dziewiąta konkurencja podczas tych mistrzostw. Wystartowały w niej 22 reprezentacje, z których 6 nie ukończyło rywalizacji. Tytuł mistrzyń świata obroniły Francuzki. Srebro zdobyły Norweżki, a trzecie miejsce zajęły Szwedki.
Polska sztafeta zajęła dziewiątą pozycję.

## Wyniki
| Miejsce | Nr | Reprezentacja                                                                                      | Czas                                      | Kary (L+S)                               | Strata    |
| ------- | -- | -------------------------------------------------------------------------------------------------- | ----------------------------------------- | ---------------------------------------- | --------- |
| 01 !    | 2  | Francja · Lou Jeanmonnot · Océane Michelon · Justine Braisaz-Bouchet · Julia Simon                 | 1:07:26,5 15:56,8 16:48,2 16:58,9 17:42,6 | 0+2 0+2 0+0 0+0 0+0 0+1 0+2 0+1 0+0 0+0  | —         |
| 02 !    | 3  | Norwegia · Karoline Knotten · Ingrid Landmark Tandrevold · Ragnhild Femsteinevik · Maren Kirkeeide | 1:08:30,7 16:28,8 18:07,5 16:49,5 17:04,9 | 0+2 1+6 0+0 0+0 0+2 1+3 0+0 0+2 0+0 0+1  | +1:04,2   |
| 03 !    | 1  | Szwecja · Anna Magnusson · Ella Halvarsson · Hanna Öberg · Elvira Öberg                            | 1:09:11,0 16:41,0 17:46,7 16:38,3 18:05,0 | 1+5 0+3 0+1 0+0 0+1 0+2 0+0 0+0 1+3 0+1  | +1:44,5   |
| 4       | 7  | Austria · Lea Rothschopf · Lisa Theresa Hauser · Tamara Steiner · Anna Andexer                     | 1:09:16,6 17:35,1 16:45,0 17:46,1 17:10,4 | 0+0 1+5 0+0 1+3 0+0 0+0 0+0 0+1          | +1:50,1   |
| 5       | 4  | Niemcy · Sophia Schneider · Selina Grotian · Julia Tannheimer · Franziska Preuß                    | 1:09:24,9 17:31,9 17:05,8 17:13,4 17:33,8 | 0+3 1+7 0+1 1+3 0+2 0+1 0+0 0+1 0+0 0+2  | +1:58,4   |
| 6       | 14 | Słowacja · Ema Kapustová · Paulína Bátovská Fialková · AnastasiJa KuŹmina · Mária Remeňová         | 1:09:42,4 16:45,9 17:01,9 17:35,7 18:18,9 | 0+8 0+2 0+0 0+0 0+3 0+0 0+2 0+2          | +2:15,9   |
| 7       | 6  | Włochy · Hannah Auchentaller · Dorothea Wierer · Samuela Comola · Michela Carrara                  | 1:10:13,7 16:47,8 17:32,0 17:39,3 18:14,6 | 1+5 0+7 0+0 0+2 0+1 0+2 1+3 0+1          | +2:47,2   |
| 8       | 15 | Słowenia · Lena Repinc · Anamarija Lampič · Polona Klemenčič · Živa Klemenčič                      | 1:10:22,9 16:49,0 16:42,6 17:32,2 19:19,1 | 0+5 1+6 0+2 0+0 0+0 0+3 0+0 0+0 0+3 1+3  | +2:56,4   |
| 9       | 9  | Polska · Natalia Sidorowicz · Kamila Żuk · Anna Mąka · Joanna Jakieła                              | 1:10:52,0 16:43,3 17:32,6 19:03,6 17:32,5 | 1+8 0+6 0+2 0+1 0+1 0+2 1+3 0+3 0+2 0+0  | +3:25,5   |
| 10      | 11 | Estonia · Regina Ermits · Tuuli Tomingas · Susan Külm · Johanna Talihärm                           | 1:11:03,8 17:38,3 17:38,2 17:47,8 17:59,5 | 1+8 0+4 1+3 0+1 0+2 0+1 0+2 0+0 0+1 0+2  | +3:37,3   |
| 11      | 8  | Ukraina · Chrystyna Dmytrenko · Julija Dżima · Ołena Horodna · Anastasija Merkuszyna               | 1:11:18,8 16:52,3 17:44,5 17:49,0 18:53,0 | 0+8 0+6 0+3 0+0 0+1 0+2 0+2 0+2          | +3:52,3   |
| 12      | 12 | Czechy · Jessica Jislová · Tereza Voborníková · Kateřina Pavlů · Ilona Plecháčová                  | 1:11:46,9 16:42,6 17:13,6 19:26,2 18:24,5 | 0+9 0+2 0+1 0+1 0+3 0+0 0+2 0+1          | +4:20,4   |
| 13      | 21 | Belgia · Maya Cloetens · Lotte Lie · Eve Bouvard · Marisa Emonts                                   | 1:12:03,0 16:59,0 17:17,7 18:18,7 19:27,6 | 0+3 0+4 0+1 0+0 0+0 0+1 0+1 0+2 0+1 0+1  | +4:36,5   |
| 14      | 5  | Szwajcaria · Elisa Gasparin · Amy Baserga · Aita Gasparin · Lena Häcki-Groß                        | 1:12:09,1 17:47,3 17:30,7 17:05,8 19:45,3 | 4+5 1+7 0+1 1+3 0+1 0+3 0+0 0+0 4+3 0+1  | +4:42,6   |
| 15      | 10 | Finlandia · Inka Hämäläinen · Sonja Leinamo · Noora Kaisa Keränen · Suvi Minkkinen                 | 1:12:36,1 18:16,3 18:05,6 18:30,1 17:44,1 | 2+7 0+6 2+3 0+3 0+3 0+1 0+1 0+1 0+0 0+1  | +5:09,6   |
| 16      | 16 | Łotwa · Estere Volfa · Baiba Bendika · Sanita Buliņa · Sandra Buliņa                               | 1:14:17,7 17:30,3 17:05,8 19:20,4 20:21,2 | 3+10 1+8 0+3 0+1 0+1 0+2 2+3 0+2 1+3 1+3 | +6:51,2   |
| 17      | 20 | Litwa · Judita Traubaitė · Lidija Žurauskaitė · Natalija Kočergina · Sara Urumova                  | LAP 17:19,9 18:24,3                       | 0+6 0+5 0+1 0+2 0+2 0+0 0+3 0+3          | +9:99,9 ! |
| 18      | 22 | Rumunia · Anastasija Tołmaczewa · Andreea Mezdrea · Jelena Czirkowa · Adelina Rimbeu               | LAP 17:06,3 19:40,8                       | 1+3 0+3 0+0 0+0 1+3 0+3 0+0 0+0          | +9:99,9 ! |
| 19      | 18 | Stany Zjednoczone · Chloe Levins · Deedra Irwin · Lucinda Anderson · Margie Freed                  | LAP 17:31,5 18:36,1                       | 1+3 3+4 0+0 0+1 1+3 0+0 0+0 2+3          | +9:99,9 ! |
| 20      | 13 | Kanada · Pascale Paradis · Shilo Rousseau · Nadia Moser · Emma Lunder                              | LAP 17:29,8 19:16,3                       | 1+5 2+6 0+2 0+2 1+3 0+1 0+0 2+3          | +9:99,9 ! |
| 21      | 19 | Bułgaria · Walentina Dimitrowa · Milena Todorowa · Marija Zdrawkowa · Łora Hristowa                | LAP 17:55,3 18:34,1                       | 1+4 3+9 1+3 0+3 0+0 2+3 0+1 1+3          | +9:99,9 ! |
| 22      | 17 | Kazachstan · Polina Jegorowa · Galina Wiszniewska · Arina Kriukowa · Aisza Rakiszewa               | LAP 19:28,7                               | 0+1 1+3 0+0 0+0                          | +9:99,9 ! |